# 幸袋駅
幸袋駅（こうぶくろえき）は、かつて福岡県飯塚市大字幸袋にあった日本国有鉄道（国鉄）幸袋線の駅（廃駅）である。幸袋線の廃線に伴い、1969年（昭和44年）12月8日に廃駅となった。

## 歴史
- 1894年（明治27年）12月28日：福岡県穂波郡大谷村大字幸袋に筑豊鉄道の駅として開業[1]。
- 1897年（明治30年）10月1日：九州鉄道に合併。同社の駅となる。
- 1898年（明治31年）4月8日：当駅構内で入換え作業中の蒸気機関車（筑豊鉄道13）のボイラー破裂事故が発生。死傷者7名、民家3軒が破損するという惨事であった[2]。詳細は「九州鉄道蒸気機関車ボイラー破裂事故」を参照。
- 1899年（明治32年）12月26日：当駅 - （貨）伊岐須間の貨物支線が開業。
- 1901年（明治34年）3月31日：当駅 - （貨）幸袋炭坑間の貨物支線が廃止[1]。
- 1907年（明治40年）7月1日：国有化により、官設鉄道の駅となる[1]。
- 1930年（昭和5年）4月1日：当駅 - （貨）高雄間の貨物支線が開業[1]。
- 1945年（昭和20年）6月10日：当駅 - （貨）高雄間の貨物支線が廃止され、当駅構内扱いとなる[1]。
- 1969年（昭和44年）12月8日：小竹 - 二瀬間および当駅 - （貨）伊岐須間の運輸営業廃止に伴い、廃止[3]。

## 利用状況
1962年度（昭和37年度）の1日平均乗車人員は183人である。

## 駅周辺
駅跡にホームがわずかに残っている。なお、当駅付近の廃線跡は市道となっている。
- 幸袋郵便局
- 旧伊藤伝右衛門邸
- 国道200号

## 隣の駅
日本国有鉄道
幸袋線
目尾駅 - 幸袋駅 - （川津信号場） - 新二瀬駅
幸袋線（貨物支線）
幸袋駅 - （川津信号場） - （貨）伊岐須駅
九州鉄道
幸袋駅 - （貨）幸袋炭坑駅